# USS Owl (AM-2)
USS Owl (AM-2) – amerykański trałowiec z okresu I wojny światowej, jeden z 51 okrętów typu Lapwing. Okręt został zwodowany 4 marca 1918 roku w stoczni Todd Pacific Shipyards w Brooklynie. W skład US Navy został przyjęty 11 lipca 1918 roku. W 1942 roku jednostkę przeklasyfikowano na holownik. Za okres służby podczas II wojny światowej USS „Owl” otrzymał battle star. Okręt wycofano ze służby 26 lipca 1946 roku, po czym sprzedano go 27 czerwca 1947 roku w celu złomowania.

## Projekt i budowa
Projekt trałowców typu Lapwing powstał w 1916 roku . Początkowo miały to być uniwersalne jednostki łączące cechy trałowca i holownika, osiągające prędkość 16 węzłów (10 węzłów podczas trałowania), jednak przyjęte założenia okazały się niemożliwe do realizacji. W maju 1917 roku sekretarz Marynarki Wojennej Stanów Zjednoczonych zaaprobował projekt trałowca o wyporności 950 ton i prędkości 14 węzłów, składając zamówienie na 14 okrętów. Ostatecznie zamówiono 54 jednostki, z czego zbudowano 49 .
USS „Owl” (Minesweeper No. 2) zbudowany został w stoczni Todd Pacific Shipyards w Brooklynie . Stępkę okrętu położono 25 października 1917 roku, a zwodowany został 4 marca 1918 roku  .

## Dane taktyczno-techniczne
USS „Owl” był trałowcem o długości całkowitej 57,6 metra, szerokości 10,8 metra i zanurzeniu 3,8 metra . Wyporność normalna wynosiła 950 ton, a pełna 1400 ton . Okręt napędzany był przez pionową maszynę parową potrójnego rozprężania o mocy 1400 KM, do której parę dostarczały dwa kotły Babcock & Wilcox . Jednośrubowy układ napędowy pozwalał osiągnąć prędkość 13,5–14 węzłów . Zasięg wynosił 6850 Mm przy prędkości 8 węzłów .
Uzbrojenie artyleryjskie jednostki składało się z dwóch pojedynczych dział kalibru 76 mm L/50 oraz dwóch pojedynczych karabinów maszynowych kalibru 7,62 mm L/90 . Wyposażenie trałowe obejmowało trał mechaniczny; okręt mógł też przenosić miny .
Załoga okrętu składała się z 85 oficerów, podoficerów i marynarzy .

## Służba
11 lipca 1918 roku USS „Owl” został wcielony do US Navy  . Pierwszym dowódcą jednostki został chor. mar. (ang. Lieutenant Junior Grade) Charles B. Babson . 22 sierpnia okręt został przyporządkowany do 5 Okręgu Marynarki Wojennej w Norfolk . Trałowiec służył w Zatoce Chesapeake do 10 lipca 1919 roku . 17 lipca 1920 roku jednostce nadano oznaczenie AM-2 .
Od 1920 do 1936 roku „Owl” używany był głównie jako holownik na Wschodnim Wybrzeżu i Karaibach . Od czerwca 1936 roku do stycznia 1941 roku współpracował z jednostkami lotnictwa, zapewniając obsługę wodnosamolotów oraz stawianie celów i boi cumowniczych na wodach od Nowej Anglii po Karaiby .
W maju 1942 roku okręt uratował 256 rozbitków z kanadyjskiego statku pasażerskiego „Lady Drake”, zatopionego 5 maja przez U-106 (na pozycji 35°43′N 64°43′W/35,716667 -64,716667) .
1 czerwca 1942 roku okręt został oficjalnie przemianowany na holownik, otrzymując oznaczenie AT-137  . 7 sierpnia 1942 roku jednostka podjęła z wody 13 członków załogi z zatopionego pięć dni wcześniej przez U-510 urugwajskiego statku handlowego „Maldonado” . USS „Owl” stacjonował na Bermudach do czerwca 1943 roku, przeprowadzając głównie operacje holowania i eskortowania, a także liczne misje ratownicze (m.in. okrętu podwodnego USS R-1 (SS-78) i storpedowanego argentyńskiego zbiornikowca „Victoria”) . W drugim półroczu 1943 roku okręt operował z 30 dywizjonem niszczycieli na wodach Guantánamo .
W 1944 roku zadecydowano o wysłaniu okrętu na europejski teatr działań wojennych. „Owl” przybył do Falmouth 14 marca 1944 roku, dołączając do sił alianckich przygotowujących się do inwazji na Francję . 15 maja 1944 roku oznaczenie okrętu zmieniono na ATO-137  . Okręt rozpoczął służbę u wybrzeży Normandii 8 czerwca 1944 roku, dwa dni po rozpoczęciu operacji Neptun, zajmując się holowaniem zaopatrzenia z Wielkiej Brytanii do Francji .
27 lutego 1945 roku okręt powrócił do kraju i pełnił służbę na Wschodnim Wybrzeżu. Przekazany do Floty Pacyfiku, wypłynął 5 maja z Newport i przybył do San Diego 23 czerwca, dołączając do 2 dywizjonu zaopatrzenia . W drugiej połowie 1945 roku zajmował się holowaniem celów w Pearl Harbor, po czym 2 stycznia 1946 roku przepłynął na Zachodnie Wybrzeże .
USS „Owl” został tam wycofany ze służby 26 lipca 1946 roku w Trzynastym Okręgu Marynarki Wojennej  . 27 czerwca 1947 roku został sprzedany firmie Pacific Metal & Salvage Co. z Port of Nordland i następnie złomowany  . Za służbę podczas wojny okręt otrzymał battle star .